# Photopectoralis bindus
Photopectoralis bindus är en fiskart som först beskrevs av Valenciennes, 1835.  Photopectoralis bindus ingår i släktet Photopectoralis och familjen Leiognathidae. Inga underarter finns listade i Catalogue of Life.